# Essam Abd El Fatah
Esam Abd El Fatah (Arabisch: عصام عبد الفتاح) (Caïro, 30 december 1965) is een Egyptische voormalig voetbalscheidsrechter, die ook internationaal actief was. El Fatah was een van de 21 scheidsrechters tijdens het WK in 2006 in Duitsland.
El Fatah is sinds 2004 internationaal scheidsrechter. Op het WK van 2006 leidde hij de wedstrijd Australië-Japan. Hij floot verder onder meer wedstrijden op de African Cup of Nations van 2004, 2006 en 2010. 

## Interlandstatistieken
| evenement                        | wed | Kreeg geel | Kreeg voor de tweede keer geel en dus rood | Weggestuurd |
| -------------------------------- | --- | ---------- | ------------------------------------------ | ----------- |
| African Cup of Nations 2004      | 3   | 6          | 0                                          | 0           |
| OS 2004                          | 2   | 11         | 0                                          | 0           |
| African Cup of Nations 2006      | 2   | 6          | 0                                          | 0           |
| Kwalificatie WK voetbal 2006     | 7   | 33         | 0                                          | 1           |
| Wereldkampioenschap voetbal 2006 | 1   | 7          | 0                                          | 0           |
| African Cup of Nations 2010      | 2   | 10         | 1                                          | 0           |
| Kwalificatie WK voetbal 2010     | 8   | 33         | 1                                          | 1           |
| Vriendschappelijke wedstrijden   | 3   | 6          | 1                                          | 1           |
| Totaal                           | 28  | 112        | 3                                          | 3           |